# Грызунов, Иван Фёдорович
Ива́н Фёдорович Грызуно́в (28 июля 1909, село Новосёлки, Шиловская волость, Рязанская губерния — 10 мая 1969 Шилово, Шиловский район, Рязанская область, РСФСР) — передовик советского сельского хозяйства, дояр совхоза «Шиловский» Шиловского района Рязанской области, Герой Социалистического Труда (1957).

## Биография
Родился в 1909 году в деревне Новосёлки (ныне территория пгт Шилово) в семье крестьянина Грызунова Фёдора Григорьевича. С ранних лет был приобщён к сельскому хозяйству, помогал родителям и в поле, и на ферме, и в своём приусадебном хозяйстве. В детстве с ним произошёл несчастный случай — наехала лошадь после чего Грызунов частично лишился слуха и получил нарушение речи. Со временем последствия уменьшились, однако Иван Фёдорович стал членом Всероссийского общества глухих и принял участие в I областном съезде в 1957 году.
В 1929 году, в двадцать лет, поступил работать дояром в колхоз «Шиловский».
В 1948 году его работа была отмечена орденом Трудового Красного Знамени.
В 1956 году в Рязанской области животноводы взяли на себя обязательство надоить по 3500 килограммов молока на каждую корову в среднем. Иван Фёдорович сумел значительно превысить это показатель, надоив 5766 килограмм молока от каждой закреплённой за ним коровы.
Указом Президиума Верховного Совета СССР от 7 февраля 1957 года за достигнутые производственные показатели в развитии животноводства, широкое применение достижений науки и передового опыта в раздое коров Ивану Фёдоровичу Грызунову было присвоено звание Героя Социалистического Труда с вручением ордена Ленина и медали «Серп и Молот».
В 1950-х годах в дом к Грызунову проникли воры и похитили все его награды. Сотрудникам милиции удалось установить личности грабителей, но вернуть все вещи не получилось.
В 1959 году, Грызунов был вынужден уволиться из совхоза по инвалидности. Однако, 3 апреля 1965 года возобновил работу на ферме. Он был первым мужчиной-дояром, который по уровню профессионализма не уступал, а иногда и превосходил передовых доярок района. Его имя стало постоянно появляться в передовых сводках.
Работал до последнего дня своей жизни. Умер 10 мая 1969 года. Похоронен на Шиловском кладбище.

## Семья
- Супруга — Мария Григорьевна Агафонова (род. 29.12.1927);
- Дочь — Захарова Елена Ивановна (род. 1961).

## Награды
- Орден Трудового Красного Знамени (1948);
- Золотая звезда «Серп и Молот» (07.02.1957);
- Орден Ленина (07.02.1957);
- Прочие награды.